# Ocurí (Potosí)

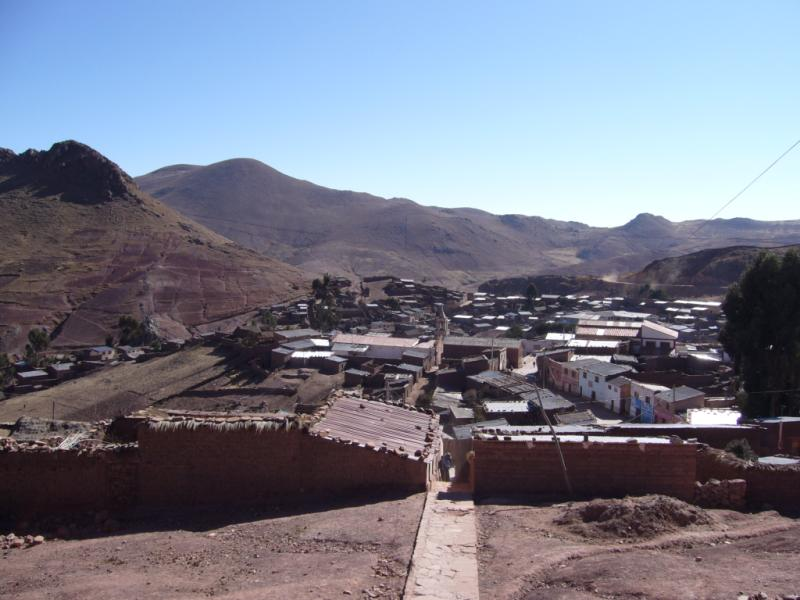
Ocurí

Ocurí é uma localidade da Bolívia localizada na província de Chayanta, departamento de Potosí. De acordo com o censo realizado em 2001, a cidade possuía 1.408 habitantes. 